# IC 2677
IC 2677 ist eine Galaxie vom Hubble-Typ S? im Sternbild Löwe auf der Ekliptik. Sie ist rund 1559 Milliarden Lichtjahre von der Milchstraße entfernt. Möglicherweise kann die Entdeckung an der beobachteten Position auch auf den naheliegenden Stern beziehen.
Entdeckt wurde das Objekt am 27. März 1906 von Max Wolf.